# Крок (митологија)
Крок или Крокос је у грчкој митологији био младић из Аркадије.

## Митологија
Крок је био из Лакедемоније или Елеусине. Био је Хермесов љубавник. Бог га је случајно убио док су бацали диск и његово мртво тело претворио у љубичасти цвет шафрана. Према другој причи, био је Смилаксов (или Смилаков) пријатељ, кога су богови претворили у шафран због неузвраћене љубави коју је гајио према свом пријатељу. О томе је писао Овидије у „Метаморфозама“.

## Биологија
Латинско име ове личности (Crocus) јесте назив за род шафрана.